# Katatonie

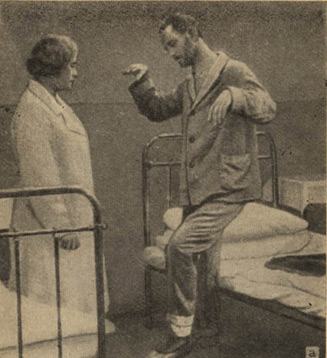
Ein Patient in katatonem Stupor

Katatonie (altgriechisch κατά ,von oben nach unten‘ und τόνος ,(An-)Spannung‘, zusammen also ,Anspannung von Kopf bis Fuß‘) ist ein neuropsychiatrisches und psychomotorisches Syndrom, das sich durch gestörte Motorik, Immobilität, Verhaltensstörungen und sozialen Rückzug kennzeichnet. Auftreten kann sie als Begleiterscheinung, aber auch als Ursache oder Folge von psychischen Erkrankungen wie schweren Depressionen, Manien, bipolaren affektiven Störungen und vor allem katatoner Schizophrenie, von Stoffwechselstörungen, nach dem Konsum von Alkohol und anderen Drogen, aber auch bei anderen neurologischen Erkrankungen bzw. Erkrankungen des Immunsystems, zum Beispiel als neurologische Störung infolge einer AIDS-Erkrankung, im Rahmen einer Autoimmunenzephalitis oder eines malignen Neuroleptika-Syndroms.
Der Erstbeschreiber des Krankheitsbildes war Karl Ludwig Kahlbaum (1828–1899), Psychiater und Inhaber einer Privatheilanstalt für Nerven- und Gemütskranke in Görlitz. Über lange Zeit wurde – und wird – die Katatonie hauptsächlich als Form der Schizophrenie diagnostiziert. Die katatone Schizophrenie als eine Unterform der „Gruppe der Schizophrenien“ (Eugen Bleuler, 1911), geht mit Störungen der Motorik einher, die zwischen extremer Erregung und Passivität hin- und herwechseln können.
Die Vielfalt der tatsächlich möglichen Zusammenhänge verdeutlicht die Schwierigkeiten bei der Diagnosestellung und bezüglich der Wahl der richtigen Therapie. In der neuen ICD-11 ist erstmals eine eigene Diagnosekategorie – getrennt von der Gruppe der Schizophrenien – vorgesehen.

## Symptombild
Katatonie äußert sich in unnatürlichen und stark verkrampften Haltungen bzw. Verhaltensweisen des ganzen Körpers bzw. der Person. Es wird dabei zwischen hypokinetischen [„hypo...“ = ein Weniger, ein Zuwenig an ...] und hyperkinetischen [„hyper...“ = ein Mehr, ein Zuviel an ...] Phänomenen unterschieden. Folgende Begriffe sind relevant:
- Stupor (Starre des ganzen Körpers)
- Mutismus (beharrliches Schweigen)
- bizarre Haltungsstereotypien (längeres Verharren in einer Körperhaltung auch bei äußeren Versuchen der Veränderung)
- Flexibilitas cerea (wachsartiger Widerstand der Muskulatur bei passiver Bewegung)
- Negativismus (Widerstand gegenüber allen Aufforderungen oder Versuchen, sich zu bewegen – oder stattdessen Bewegungen, die das Gegenteil der Aufforderung ausführen)
- Katalepsie (Beibehaltung der Körperstellung nach passiver Bewegung)
- sehr erhöhte psychomotorische Erregung
- Bewegungs- und Sprachstereotypen (dauerndes und scheinbar sinnfreies Wiederholen von Bewegungen oder von Sprachanteilen ohne äußeres „Vorbild“)
- Echopraxie/Echolalie (dauerndes und scheinbar sinnfreies Nachahmen von Bewegungen oder von Sprachanteilen)
- Manierismen (sonderbare, „karikaturhafte“ Darstellung alltäglicher Gestik, Mimik).

Die Krankheitsvariante kann unter anderem aufgrund einer fehlenden Wasser- und Nahrungsaufnahme lebensbedrohlich sein.

## Behandlung
- Am besten erforscht sind die medikamentöse Behandlung mit Benzodiazepinen[15] Eine besondere und lebensbedrohliche Schwierigkeit besteht hinsichtlich der Behandlung eines katatonischen Zustands, wenn dieser in Folge eines malignen Neuroleptikasyndroms auftritt. In diesem Fall muss nämlich die neuroleptische Medikation abgesetzt werden.[8]
- Bei psychopharmakologischer Therapie mit GABA-ergen Substanzen u. a. mit Lorazepam,[16] ist Vorsicht geboten, da eine Benzodiazepin-Abhängigkeit bereits nach ein- bis zweiwöchiger Einnahme entstehen kann, die eine Katatonie auslösen bzw. verschlimmern kann.[17][18][19]
- Je nach zugrundeliegender psychischen Störung erfolgt eine Behandlung z. B. mit Neuroleptika bei schizophrenen oder Antidepressiva bei depressiven Störungen.
- Elektrokonvulsionstherapie ist indiziert zur Behandlung der therapieresistenten Katatonie sowie Mittel erster Wahl bei perniziöser Katatonie.[20][21]